# Anticorpi anti-SS-B
Gli anticorpi anti-SS-B, anche chiamati anti-La o, in combinazione, anti-SS-B/La, sono autoanticorpi diretti verso antigeni nucleari estraibili associati a numerose malattie autoimmuni, quali il lupus eritematoso sistemico, soprattutto nella forma neonatale, la sindrome di Sjögren e la sclerodermia. In particolare, nella sindrome di Sjögren, sono presenti nel 50-70% dei casi.